# Euryarthrum elegans
Euryarthrum elegans är en skalbaggsart som beskrevs av Hayashi 1977. Euryarthrum elegans ingår i släktet Euryarthrum och familjen långhorningar. Inga underarter finns listade i Catalogue of Life.